# محمد أفندي البركوي
محمد أفندي البركوي وشهرته الإمام البركوي (10 جمادى الأولى 929 - 981 هـ / 1521 - 1573 م) هو من علماء الدولة العثمانية. كان لكتاباته أثر كبير على أتباع حركة قاضي زاده.

## ترجمته
هو تقي الدين محمد بن بير علي البركوي (أو البركلي) الرومي الحنفي. ولقب بالإمام وقيل أنه الوحيد الذي حمل هذا اللقب من بين العلماء الأتراك في زمانه. ولد ببالق أسير سنة 929 هـ.
أخذ العلم عن والده وحفظ القرآن في صغره. ثم التحق بالمدارس الشرعية في إستانبول ومنها إلى أدرنة حيث عين قسَّاما شرعيا في الجيش بترشيح من أستاذه عبد الرحمن الأماسي الذي كان قاضيا للعسكر.
كان للبركوي مكانة محبة لدى الشيخ عطاء الله أفندي المشهور بمعلّم السلطان، وقد أهدى إليه البركوي عددا من مصنفاته، ولما بنى عطاء الله مدرسة له في بركي (بالتركية: Birgi)، أسند أمرها إلى البركوي وكلفه التدريس فيها، فبقي هناك إلى وفاته سنة 981 هـ.

## آثاره
ترك البركوي نحو 56 كتابا ما بين أجزاء صغيرة وكبيرة، أغلبها بالعربية وبعضها بالتركية. من أشهر مصنفاته:
- رسالة البركوي، المعروفة بـ «وصية نامة»، رسالة في العقيدة.
- الطريقة المحمدية والسيرة الأحمدية، في الرقائق.[5] وللكتاب عدة شروح صوفية.[6]
- العوامل الجديدة في النحو.[3]
- شرح مختصر الكافية
- رسالة في أصول الحديث.[7]
- معدل الصلاة.